# Ehrengard: Förförelsens konst
Ehrengard: Förförelsens konst (originaltitel: Ehrengard) är en dansk romantisk dramafilm från 2023 som hade premiär den 14 september 2023 på strömningstjänsten Netflix. Filmen är regisserad av Bille August. Filmens manus har skrivits av Anders Frithiof August baserat på Karen Blixens roman med samma namn.

## Handling
Filmen utspelar sig i det fiktiva kungadömet Babenhausen och kretsar kring en självutnämnd expert på kärlek, Cazotte, som blir anställd för att undervisa storhertiginnans blyge son i förförelsens ädla konst.

## Rollista (i urval)
- Sidse Babett Knudsen – storhertiginnan
- Mikkel Boe Følsgaard – Cazotte
- Emilie Kroyer Koppel – prinsessan Ludmilla
- Alice Bier Zandén – Ehrengard
- Jacob Lohmann – Mr. Marbod
- Sara-Marie Maltha – Mrs. Marbod